# Croix monumentale (Rupt-sur-Saône)
La croix monumentale de Rupt-sur-Saône est une croix située à Rupt-sur-Saône, en France.

## Localisation
La croix est située sur la commune de Rupt-sur-Saône, dans le département français de la Haute-Saône.

## Historique
L'édifice, construit durant la première moitié du 17e siècle,  est inscrit au titre des monuments historiques en 1989.